# 鎌手駅

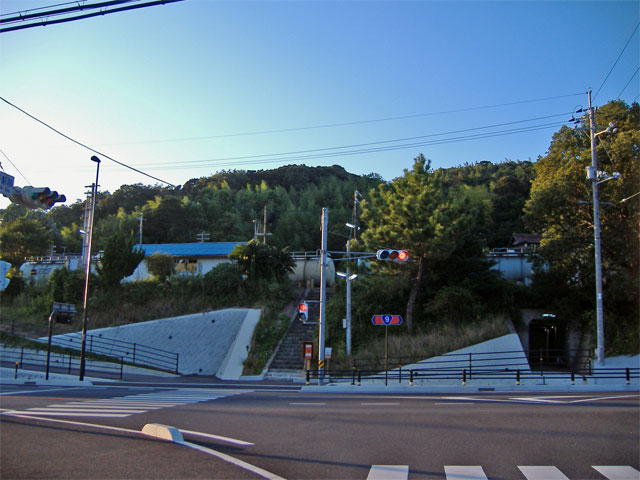
駅入口（2007年10月）

鎌手駅（かまてえき）は、島根県益田市西平原町にある、西日本旅客鉄道（JR西日本）山陰本線の駅である。事務管コードは▲640770。

## 歴史
- 1923年（大正12年）12月26日：鉄道省山陰本線三保三隅駅 - 石見益田駅（現・益田駅）間延伸時に開設[1]。客貨取扱開始[1]。
- 1963年（昭和38年）2月1日：貨物取扱廃止[1]。
- 1984年（昭和59年）2月1日：荷物扱い廃止[1]。
- 1985年（昭和60年）3月14日：無人駅化[3]。
- 1987年（昭和62年）4月1日：国鉄分割民営化に伴い、JR西日本の駅となる[1]。
- 2024年（令和6年）11月2日：大雨災害により、石見津田駅 - 益田駅間の沿線で斜面に亀裂を発見したため、当駅を含む三保三隅駅 - 益田駅間で当面の間運転を取りやめ。
  - 11月30日：不通となっていた、当駅を含む三保三隅駅 - 益田駅間の運転再開[4]。

## 駅構造
盛土上に相対式ホーム2面2線を有する列車交換可能な地上駅。駅の下にある国道9号と島根県道308号の交差点前から、下りホームへ上る階段とスロープ、上りホームにつながる地下通路がある。
浜田鉄道部管理の無人駅。駅舎は2007年（平成19年）に国道9号拡幅工事に伴って解体されたため、現在は直接ホームに入る形となっている。下りホームには待合室が、上りホームには屋根つきのベンチが設置されている。以前は階段手前に乗車駅証明書発行機が置かれていた。

### のりば
| のりば | 路線     | 方向 | 行先             |
| ------ | -------- | ---- | ---------------- |
| 1      | 山陰本線 | 下り | 益田・新山口方面 |
| 2      | 山陰本線 | 上り | 浜田・出雲市方面 |

※2017年3月時点でホームにのりば番号標が整備されている。国道側（下り）が1番のりばとなっており、列車運転指令上の番線番号（上りが1番線）とは逆転している。

## 利用状況
2022年度の1日平均乗車人員は14人である。2004年度は45人、1994年度は58人、1984年度は119人だった。
1999年以降の1日平均乗車人員の推移は以下の通り。
| 乗車人員推移 | 乗車人員推移 |
| 年度         | 1日平均人数  |
| ------------ | ------------ |
| 1999         | 43           |
| 2000         | 59           |
| 2001         | 55           |
| 2002         | 62           |
| 2003         | 61           |
| 2004         | 45           |
| 2005         | 22           |
| 2006         | 18           |
| 2007         | 18           |
| 2008         | 21           |
| 2009         | 25           |
| 2010         | 28           |
| 2011         | 25           |
| 2012         | 22           |
| 2013         | 19           |
| 2014         | 18           |
| 2015         | 19           |
| 2016         | 19           |
| 2017         | 21           |
| 2018         | 18           |
| 2019         | 18           |
| 2020         | 15           |
| 2021         | 16           |
| 2022         | 14           |

## 駅周辺
- 国道9号
- 島根県道308号野地鎌手停車場線
- 石見交通「鎌手駅前」停留所
- 山陰自動車道 鎌手インターチェンジ[5]
- 唐音の蛇岩
- 土田海水浴場
- 鎌手郵便局
- 益田市立鎌手小学校

## 隣の駅
西日本旅客鉄道（JR西日本）
 山陰本線
岡見駅 - 鎌手駅 - 石見津田駅

#### 統計資料
1. ↑  “島根県統計書”. しまね統計情報データベース.   島根県政策企画局. 2025年2月3日閲覧。